# آئین سورا
آئین سورا یک سکونتگاه مسکونی در موریتانی است.